# FS ETR 480
Die ETR 480 (von italienisch ElettroTreno Rapido) oder umgangssprachlich Pendolino sind von Trenitalia betriebene italienische Neigezüge von Fiat Ferroviaria, die zweisystemfähigen Einheiten tragen die Reihenbezeichnung ETR 485.

## Geschichte
Die ETR 480 gehören zur dritten Generation von Pendolino-Zügen. Sie basieren auf der Baureihe ETR 460, von der sie sich äußerlich kaum unterscheiden lassen. Sie gingen als Einsystemzüge für 3 kV Gleichspannung in Betrieb, waren aber von Beginn an für den Einbau der zusätzlichen Ausrüstung für 25 kV Wechselspannung vorbereitet. Notwendig wurde der Einbau dieser Ausrüstung für das Befahren der Schnellfahrstrecken Rom–Neapel und Turin–Mailand. Die Züge wurden 2004 bis 2005 für den Zweisystembetrieb umgebaut und der neuen Baureihe ETR 485 zugeordnet. Die Züge werden vor allem auf der Strecke Rom–Mailand–Turin eingesetzt und verkehren unter der Bezeichnung Frecciargento.

## Technik
Die Züge bestehen aus neun einzeln lauffähigen Wagen und technisch aus drei unabhängigen Traktionseinheiten. Jeder der Drittelzüge besteht aus einem antriebslosen Wagen und zwei Wagen mit je einem Stromrichter in GTO-Thyristor-Technik und zwei Fahrmotoren. Die unter dem Wagenkasten in Längsrichtung aufgehängten Fahrmotoren treiben jeweils die innere Achse des benachbarten Drehgestells an, sodass jeder Antriebswagen über zwei Treibachsen verfügt.
Die Züge haben wie die Vorgänger ETR 460 Endwagen mit einer breiten, eher eckiger wirkenden Kopfform, die vom Industriedesigner Giorgio Giugiaro entworfen worden war. Die Mittelwagen wurden aus leichten, extrudierten Aluminiumprofilen gebaut. Das vollständig unterflur angeordnete Neigetechniksystem wurde gegenüber den ETR 460 leicht überarbeitet. Die Züge sind mit der Fahrzeugausrüstung der Zugbeeinflussungen BACC und ETCS Level 2 ausgerüstet.